# Petter Frimodig
Petter Frimodig, född 13 september 1721 i Rappestads församling, Östergötlands län, död 17 juni 1766 i Linköpings församling, Östergötlands län, var en svensk byggmästare.

Petter Frimodig var son till Per Nilsson Frimodig (1693-1776) och Ingegerd Frimodig i Rappestad, Östergötland. 
Han var gift med Helena Fredholm som födde honom flera barn, däribland rådmannen Adam Fredholm i Stockholm.

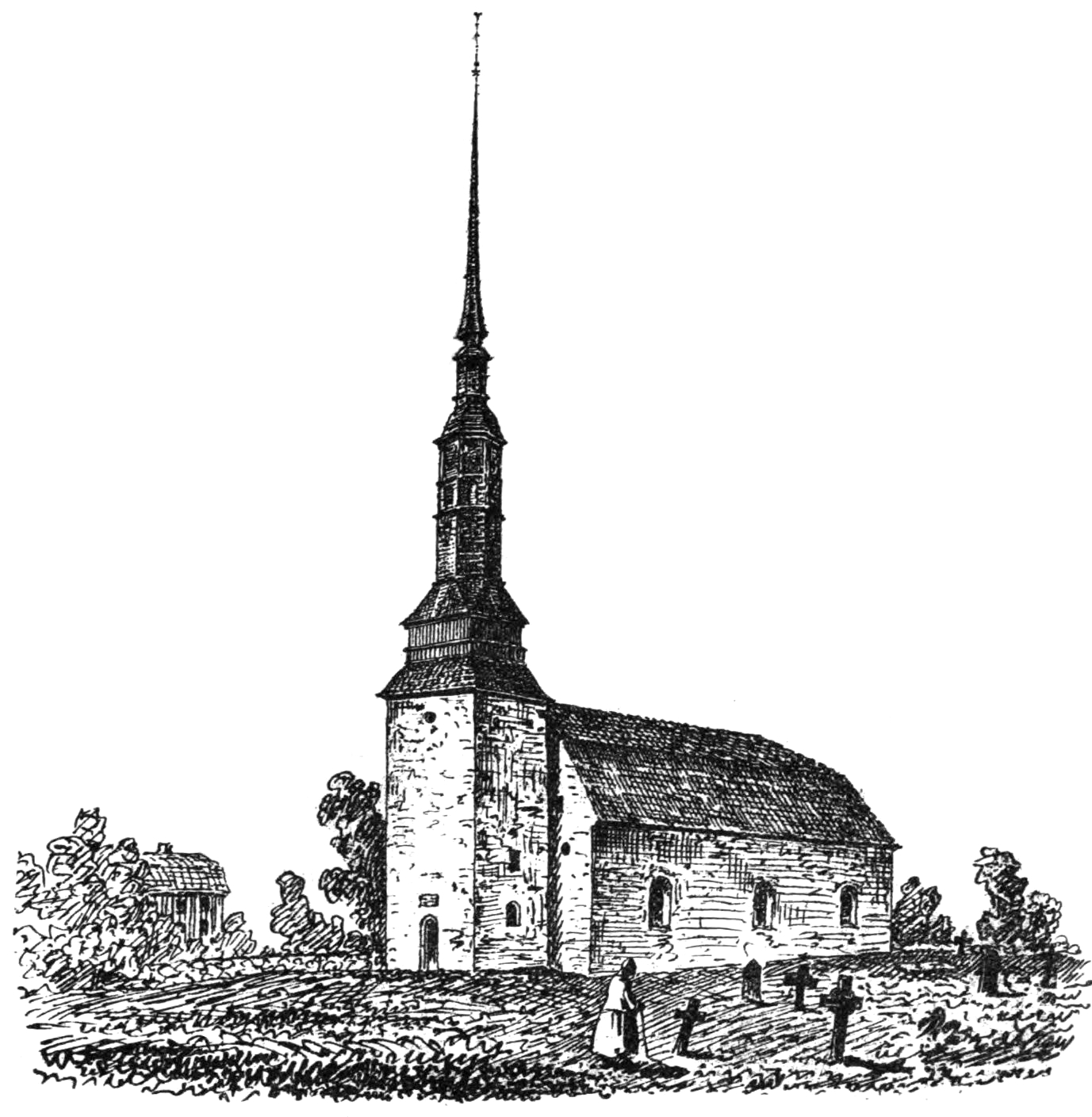
Hons kyrka avbildad 1860.

Petter Frimodig anlitades ofta i samband med kyrkobyggen i Östergötland, men även i Småland. Frimodig utformade och byggde en rad kyrkor och han var därmed en av de lokala byggmästare som var med om att påverka utveckling av kyrkoarkitekturen i Östergötland kring 1700-talets mitt. Karakteristiskt för hans kyrkor och klockstaplar är de höga tornspirorna i flera avsatser, som t.ex. på Horns kyrka i södra Östergötland. 
Enligt en familjetradition skall Petter Frimodig ha fallit mot sin död från Linköpings domkyrkotorn. 

## Verk (urval)
- Lillkyrka kyrka (1745).[5]
- Järstads kyrka (1746).[6]
- Horns kyrka, Östergötland; kyrkan uppfördes av Petter Frimodig 1753-1754.[7]
- Ingatorps kyrka, Småland; tornet uppfördes av Petter Frimodig 1755.
- Kättilstads kyrka, Östergötland; tornet uppfördes av Petter Frimodig 1760.[8]
- Lillkyrka kyrka, Östergötland; klocktornet uppfördes av Petter Frimodig 1745.
- Östra Stenby kyrka, Östergötland; tornet byggdes 1751 av Petter Frimodig och ersatte en äldre klockstapel. En uppmätningsritning från 1851 visar tornet innan det revs inför en ombyggnad, som utfördes av arkitekten Johan Fredrik Åbom 1858-60.
- Vårdsbergs kyrka.[9]